# Berlinale 2013
La Berlinale 2013, 63e édition du festival du film de Berlin (63. Internationalen Filmfestspiele Berlin), se déroule du 7 février 2013 au 17 février 2013.
Le jury est présidé par Wong Kar-wai et la maîtresse de cérémonie est Anke Engelke. Le festival est ouvert par le film The Grandmaster.

## Jury
|  | Nom                              | Qualité                               | Nationalité |
|  | -------------------------------- | ------------------------------------- | ----------- |
|  | Wong Kar-wai (président du jury) | réalisateur, scénariste et producteur | Hong Kong   |
|  | Susanne Bier                     | réalisatrice, scénariste              | Danemark    |
|  | Andreas Dresen                   | réalisateur                           | Allemagne   |
|  | Ellen Kuras                      | réalisatrice                          | États-Unis  |
|  | Shirin Neshat                    | vidéaste, photographe                 | Iran        |
|  | Tim Robbins                      | acteur, réalisateur et scénariste     | États-Unis  |
|  | Athiná-Rachél Tsangári           | actrice, réalisatrice et productrice  | Grèce       |

## Sélections

### Compétition
La sélection officielle en compétition se compose de 19 films.
| Titre                                                          | Titre original                  | Réalisation          | Pays                                     |
| -------------------------------------------------------------- | ------------------------------- | -------------------- | ---------------------------------------- |
| Une longue vie heureuse                                        | Dolgaya schastlivaya zhizn      | Boris Khlebnikov     | Russie                                   |
| La Femme du ferrailleur                                        | Epizoda u životu berača željeza | Danis Tanović        | Bosnie-Herzégovine France Slovénie       |
| Camille Claudel 1915                                           |                                 | Bruno Dumont         | France                                   |
| Mère et Fils                                                   | Poziţia copilului               | Călin Peter Netzer   | Roumanie                                 |
| Effets secondaires                                             | Side Effects                    | Steven Soderbergh    | États-Unis                               |
| Elle s'en va                                                   |                                 | Emmanuelle Bercot    | France                                   |
| Gloria                                                         |                                 | Sebastián Lelio      | Chili Espagne                            |
| Gold                                                           |                                 | Thomas Arslan        | Allemagne                                |
| Leçons d'harmonie                                              | Uroki Garmonii                  | Émir Bayğazin        | Kazakhstan Allemagne                     |
| Aime et fais ce que tu veux                                    | W imię...                       | Małgorzata Szumowska | Pologne                                  |
| Layla Fourie                                                   |                                 | Pia Marais           | Allemagne Afrique du Sud France Pays-Bas |
| Charlie Countryman (The Necessary Death of Charlie Countryman) |                                 | Fredrik Bond         | États-Unis                               |
| Haewon et les Hommes                                           | Nugu-ui ttal-do anin Hae-won    | Hong Sang-soo        | Corée du Sud                             |
| Paradis : Espoir                                               | Paradies: Hoffnung              | Ulrich Seidl         | Autriche France Allemagne                |
| Pardé                                                          |                                 | Jafar Panahi         | Iran                                     |
| Prince of Texas                                                | Prince Avalanche                | David Gordon Green   | États-Unis                               |
| Promised Land                                                  |                                 | Gus Van Sant         | États-Unis                               |
| La Religieuse                                                  |                                 | Guillaume Nicloux    | France Allemagne Belgique                |
| Vic+Flo ont vu un ours                                         |                                 | Denis Côté           | Canada                                   |

### Hors compétition
5 films sont présentés hors compétition.
| Titre                              | Titre original            | Réalisation                 | Pays                      |
| ---------------------------------- | ------------------------- | --------------------------- | ------------------------- |
| The Grandmaster (film d'ouverture) | 一代宗师, Yut doi jung si | Wong Kar-wai                | Hong Kong                 |
| Before Midnight                    |                           | Richard Linklater           | États-Unis                |
| Dark Blood                         |                           | George Sluizer              | Pays-Bas États-Unis       |
| Les Croods                         | The Croods                | Chris Sanders, Kirk DeMicco | États-Unis                |
| Un train de nuit pour Lisbonne     | Night Train to Lisbon     | Bille August                | Allemagne Portugal Suisse |

### Berlinale Special
Berlinale Special Gala
- The Best Offer (La migliore offerta) de Giuseppe Tornatore  Italie
- A Very Englishman (The Look of Love) de Michael Winterbottom  Royaume-Uni
- Les Misérables de Tom Hooper  Royaume-Uni
- Tokyo Kazoku (東京家族) de Yoji Yamada  Japon

Berlinale Special
- Assistance mortelle de Raoul Peck  France/ Haïti/ Pays-Bas/ Belgique
- Berlin Ecke Bundesplatz de Hans-Georg Ullrich et Detlef Gumm  Allemagne
- Gold – You Can Do More Than You Think de Niko von Glasow  Allemagne
- The Spirit of '45 de Ken Loach  Royaume-Uni
- Top of the Lake de Jane Campion  Australie/ États-Unis/ Royaume-Uni (mini-série)
- Unter Menschen de Christian Rost et Claus Strigel  Allemagne

### Panorama
| Film                 | Titre original                          | Réalisateur                            | Pays                                  |
| -------------------- | --------------------------------------- | -------------------------------------- | ------------------------------------- |
| The Act of Killing   |                                         | Joshua Oppenheimer                     | Danemark                              |
| White Night          | Baek Ya                                 | Hee-il LeeSong                         | Corée du Sud                          |
| A Fold in My Blanket | Chemi Sabnis Naketsi                    | Zaza Rusadze                           | Géorgie                               |
| Behind the Camera    | Dduit-dam-hwa: Gam-dok-i-mi-cheot-eo-yo | E J-Yong                               | Corée du Sud                          |
| Belated              | Deshora                                 | Barbara Sarasola-Day                   | Argentine, Colombie, Norvège          |
| Don Jon              | Don Jon's Addiction                     | Joseph Gordon-Levitt                   | États-Unis                            |
| Frances Ha           |                                         | Noah Baumbach                          | États-Unis                            |
| Habi, la extranjera  |                                         | Maria Florencia Alvarez                | Argentine, Brésil                     |
| Kai Po Che!          |                                         | Abhishek Kapoor                        | Inde                                  |
| Inch'Allah           |                                         | Anaïs Barbeau-Lavalette                | Canada                                |
| Fatal                | Kashi-ggot                              | Don-ku Lee                             | Corée du Sud                          |
| The Swimming Pool    | La Piscina                              | Carlos Machado Quintela                | Cuba, Venezuela                       |
| Lovelace             |                                         | Rob Epstein, Jeffrey Friedman          | États-Unis                            |
| My Sisters           | Meine Schwestern                        | Lars Kraume                            | Allemagne                             |
| Rock the Casbah      |                                         | Yariv Horowitz                         | Israël                                |
| So Much Water        | Tanta Agua                              | Ana Guevara Pose, Leticia Jorge Romero | Uruguay, Mexique, Pays-Bas, Allemagne |
| Alabama Monroe       |                                         | Felix van Groeningen                   | Belgique                              |

### Forum
- The Strange Little Cat de Ramon Zürcher  Allemagne

## Palmarès

### Compétition officielle
- Ours d'or : Mère et Fils de Călin Peter Netzer[3]
- Grand prix du jury : An Episode in the Life of an Iron Picker de Danis Tanović
- Ours d'argent du meilleur réalisateur : David Gordon Green pour Prince of Texas
- Ours d'argent de la meilleure actrice : Paulina García pour Gloria
- Ours d'argent du meilleur acteur : Nazif Mujic pour An Episode in the Life of an Iron Picker
- Ours d'argent du meilleur scénario : Jafar Panahi pour Pardé
- Ours d'argent de la meilleure contribution artistique : Aziz Zhambakiyev (photographie) pour Leçons d'harmonie
- Prix Alfred Bauer : Vic+Flo ont vu un ours de Denis Côté
- Mentions spéciales :
  - Promised Land de Gus Van Sant
  - Layla Fourie de Pia Marais

### Prix spéciaux
- Ours d'or d'honneur : Claude Lanzmann[4]
- Caméra de la Berlinale : Isabella Rossellini et Rosa von Praunheim[5]

| Une vingtaine de jurys parallèles viennent se greffer sur la sélection officielle. Ils ont décerné les prix suivants : - Prix FIPRESCI : - Compétition : Mère et Fils (Poziția copilului) de Călin Peter Netzer - Panorama : Inch'Allah de Anaïs Barbeau-Lavalette - Forum : Hélio Oiticica de Cesar Oiticica Filho - Prix du jury œcuménique : - Compétition : Gloria de Sebastián Lelio - Mention spéciale : An Episode in the Life of an Iron Picker ( Epizoda u životu berača željeza) de Danis Tanović - Panorama : The Act of Killing de Joshua Oppenheimer - Mention spéciale : Inch'Allah de Anaïs Barbeau-Lavalette - Forum : Circles (Krugovi) de Srdan Golubović - Mention spéciale : Roots (Senzo ni naru) de Kaoru Ikeya - Teddy Awards : - Meilleur film : Aime et fais ce que tu veux (W imię...) de Małgorzata Szumowska (Compétition) - Prix du jury : Concussion de Stacie Passon (Panorama) - Meilleur documentaire/essai : Bambi de Sébastien Lifshitz (Panorama documentaires) - Meilleur court métrage : Undress Me (Ta av mig) de Victor Lindgren (Courts métrages) - Prix GWFF : - Meilleur premier film : The Rocket de Kim Mordaunt (Generation Kplus) - Mention spéciale : The Battle of Tabatô (A batalha de Tabatô) de João Viana (Forum) - Prix CICAE : - Panorama : Rock the Casbah de Yariv Horowitz (Panorama) - Forum : In Bloom (Grzeli nateli dgeebi) de Nana Ekvtimishvili et Simon Groß (Forum) - Prix Caligari : Hélio Oiticica de Cesar Oiticica Filho (Forum) - Label Europa Cinemas : The Broken Circle Breakdown de Felix van Groeningen (Panorama) - Prix de la Gilde deutscher Filmkunsttheater : Gloria de Sebastián Lelio (Compétition) - Made in Germany - Perspektive Fellowship : Jan Speckenbach pour The Sound of Stones (Das Klopfen der Steine) (Perspektive Deutsches Kino) | - Jury des enfants Generation Kplus : - Ours de cristal du meilleur film : The Rocket de Kim Mordaunt - Mention spéciale : Satellite Boy de Catriona McKenzie - Ours de cristal du meilleur court métrage : The Amber Amulet de Matthew Moore - Mention spéciale : Hedgehogs and the City (Ezi un lielpilseta) de Ēvalds Lācis - Jury international Generation Kplus : - Grand prix du jury : Mother, I Love You (Mammu, es Tevi mīlu) de Jānis Nords - Mention spéciale : Satellite Boy de Catriona McKenzie - Prix spécial du jury : Cheong de Kim Jung-in - Mention spéciale : Hedgehogs and the City (Ezi un lielpilseta) de Ēvalds Lācis - Jury jeune Generation 14plus : - Ours de cristal du meilleur film : Baby Blues de Kasia Rosłaniec - Mention spéciale : Suneung (명왕성) de Shin Su-won - Ours de cristal du meilleur court métrage : Rabbitland de Ana Nedeljković et Nikola Majdak - Mention spéciale : The Date (Treffit) de Jenni Toivoniemi - Jury international Generation 14plus : - Grand prix du jury : Shopping de Mark Albiston et Louis Sutherland - Mention spéciale : Baby Blues de Kasia Rosłaniec - Prix spécial du jury : The First Time (Första gången) de Anders Hazelius - Mention spéciale : Barefoot de Danis Goulet |